# أزمة الحكومة الإيطالية 2008

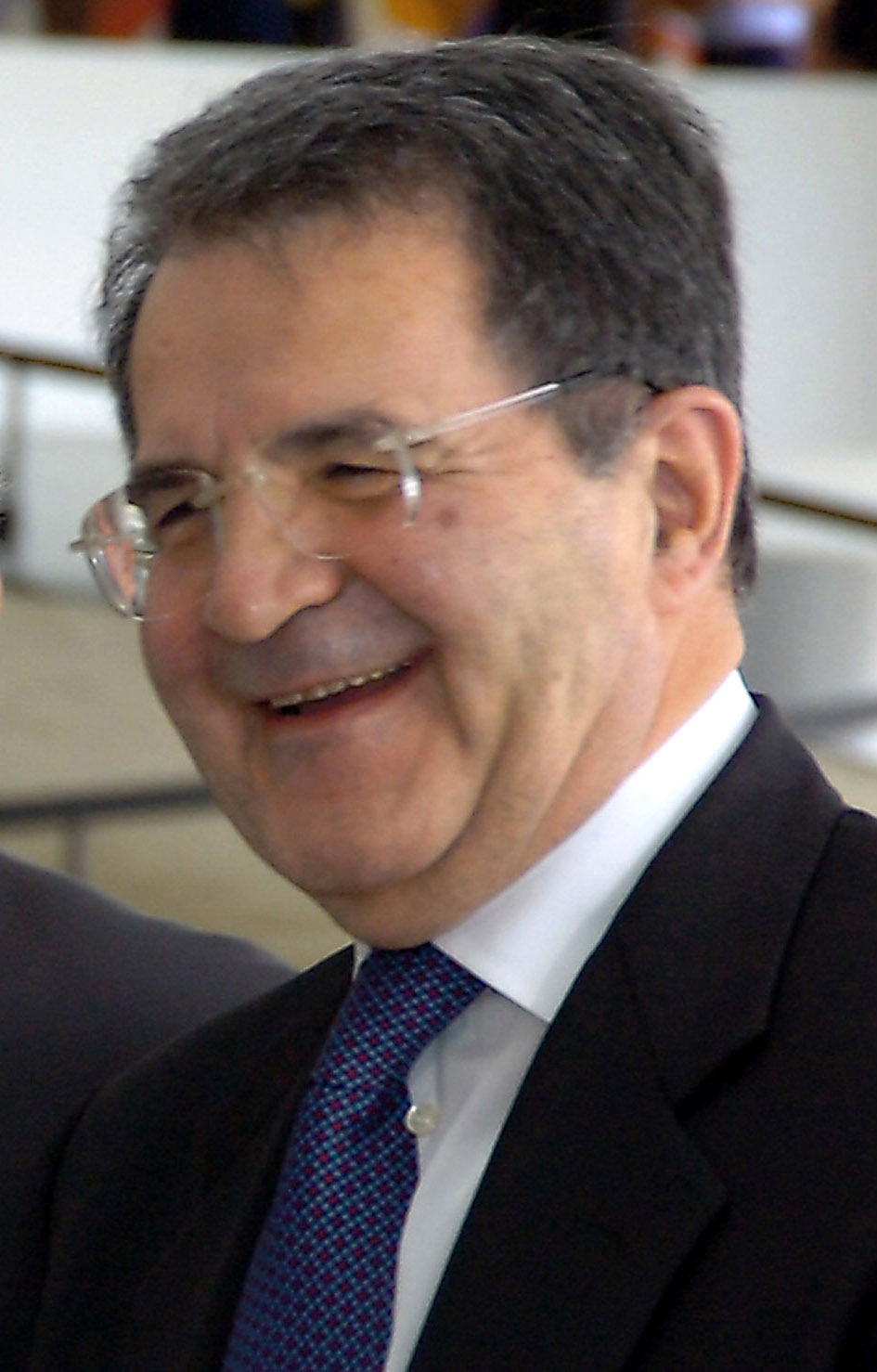
رئيس الوزراء الإيطالي رومانو برود

أزمة الحكومة الإيطالية 2008 في 24 يناير 2008 خسر رئيس وزراء إيطاليا رومانو برودي تصويتًا بالثقة في مجلس الشيوخ بتصويت من 161 إلى 156 صوتًا، مما تسبب في سقوط حكومته. دفعت استقالة برودي الرئيس جورجو نابوليتانو إلى مطالبة رئيس مجلس الشيوخ فرانكو ماريني بتقييم إمكانية تشكيل حكومة انتقالية. الاحتمال الآخر هو الدعوة إلى انتخابات مبكرة على الفور. أقر ماريني باستحالة تشكيل حكومة مؤقتة بسبب عدم توفر أحزاب يمين الوسط، وكان من المقرر إجراء انتخابات مبكرة في 13 أبريل و 14 أبريل 2008.

## محاولات الحل
في 30 يناير 2008 عين نابوليتانو فرانكو ماريني لمحاولة تشكيل حكومة انتقالية بهدف تغيير النظام الانتخابي الحالي، بدلاً من الدعوة إلى انتخابات سريعة. تعرضت حالة النظام الانتخابي لانتقادات، ليس فقط داخل الحكومة المنتهية ولايتها ولكن أيضًا في أوساط المعارضة وعامة السكان، بسبب استحالة اختيار المرشحين بشكل مباشر والمخاطر التي قد لا تؤدي إلى انتخابات متقاربة. أغلبية مستقرة في مجلس الشيوخ.
بعد منح ماريني التفويض انفصل سياسيان هما برونو تاباتشي وماريو باتشيني عن اتحاد الديمقراطيين المسيحيين والوسطيين لتشكيل حزب الوردة البيضاء، في حين أن اثنين من الأعضاء البارزين في فصيل فورزا إيطاليا الاتحاد الشعبي الليبرالي وهما فرديناندو أدورناتو وأنجلو سانزا تحول ولاءهما إلى اتحاد الديمقراطيين المسيحيين والوسطيين. في 4 فبراير انفصل حزب الليبرالية الشعبية عن الاتحاد للانضمام إلى شعب الحرية برلسكوني في وقت لاحق من هذا العام.
في 4 فبراير 2008 اعترف ماريني بأنه فشل في إيجاد الأغلبية اللازمة لحكومة مؤقتة، واستقال من ولايته بعد أن التقى بجميع القوى السياسية الرئيسية ووجد معارضة لتشكيل حكومة مؤقتة بشكل رئيسي من أحزاب يمين الوسط فورزا إيطاليا والتحالف الوطني، وهم يفضلون في لإجراء الانتخابات القادمة المحتملة وبقوة لصالح التصويت المبكر.
استدعى الرئيس نابوليتانو بيرتينوتي وماريني المتحدثين في مجلسي البرلمان الإيطالي في 5 فبراير 2008 إقرارًا بنهاية المجلس التشريعي. حل البرلمان في 6 فبراير 2008. وأجريت الانتخابات في 13 أبريل و14 أبريل 2008 مع الانتخابات الإدارية. أسفرت الانتخابات عن نصر حاسم لائتلاف برلسكوني من يمين الوسط.